# 1809 en Italie
Chronologie de l'Italie
- 1805
- 1806
- 1807
- 1808
- 1809
- 1810
- 1811
- 1812
- 1813

## Événements
- 15 avril : défaite française limitée à la bataille de Sacile en Italie[1].
- 7 - 8 mai : victoire franco-italienne à la bataille de la Piave contre l'Autriche[2].
- 14 juin : victoire franco-italienne à la bataille de Raab contre l'Autriche[2].
- 14 octobre, Vienne : paix de Schönbrunn[2] : le Tyrol méridional va au royaume d'Italie, vassal de la France.

## Naissances en 1809
- 8 février : Benedetto Musolino, patriote du Risorgimento et homme politique italien, sénateur du royaume d'Italie lors de la XIVe législature. († 15 novembre 1885)
- 20 mars : Bettino Ricasoli, homme d'État, président du Conseil du royaume d'Italie à deux reprises. († 13 octobre 1880)
- 21 mars : Alessandro Gavazzi, religieux anti-catholique, prédicateur barnabite et patriote de l'Unité italienne.  († 9 janvier 1889)
- 29 mars : Enrico Alvino, architecte et urbaniste, particulièrement actif à Naples au milieu du XIXe siècle. († 7 juin 1872)
- 27 juin : Domenico Sanguigni, nonce apostolique au Portugal (en), créé cardinal par le pape Léon XIII. († 20 novembre 1882)
- 5 juillet : Eugenia Tadolini, chanteuse lyrique (soprano). († 11 juillet 1872)
- 12 septembre : Romolo Liverani, peintre, scénographe et décorateur d'intérieur néoclassique du XIXe siècle. († 9 octobre 1872)
- 24 septembre : Carlo Zatti, peintre et écrivain romantique. († 10 février 1899)
- 16 octobre : Ippolito Caffi, peintre de paysage. († 20 juillet 1866).
- 22 octobre : Federico Ricci, compositeur. († 10 décembre 1877)
- 24 décembre : Carlo Raimondi, peintre et graveur romantique, actif principalement à Parme. († 5 janvier 1883)

- Achille Pinelli, peintre, spécialisé dans les vues de bâtiments et la peinture de genre à l'aquarelle. († 5 septembre 1841).

## Décès en 1809
- 4 juin : Leopoldo Vaccà Berlinghieri, militaire italien (° 1768).